# Fernand Feyler

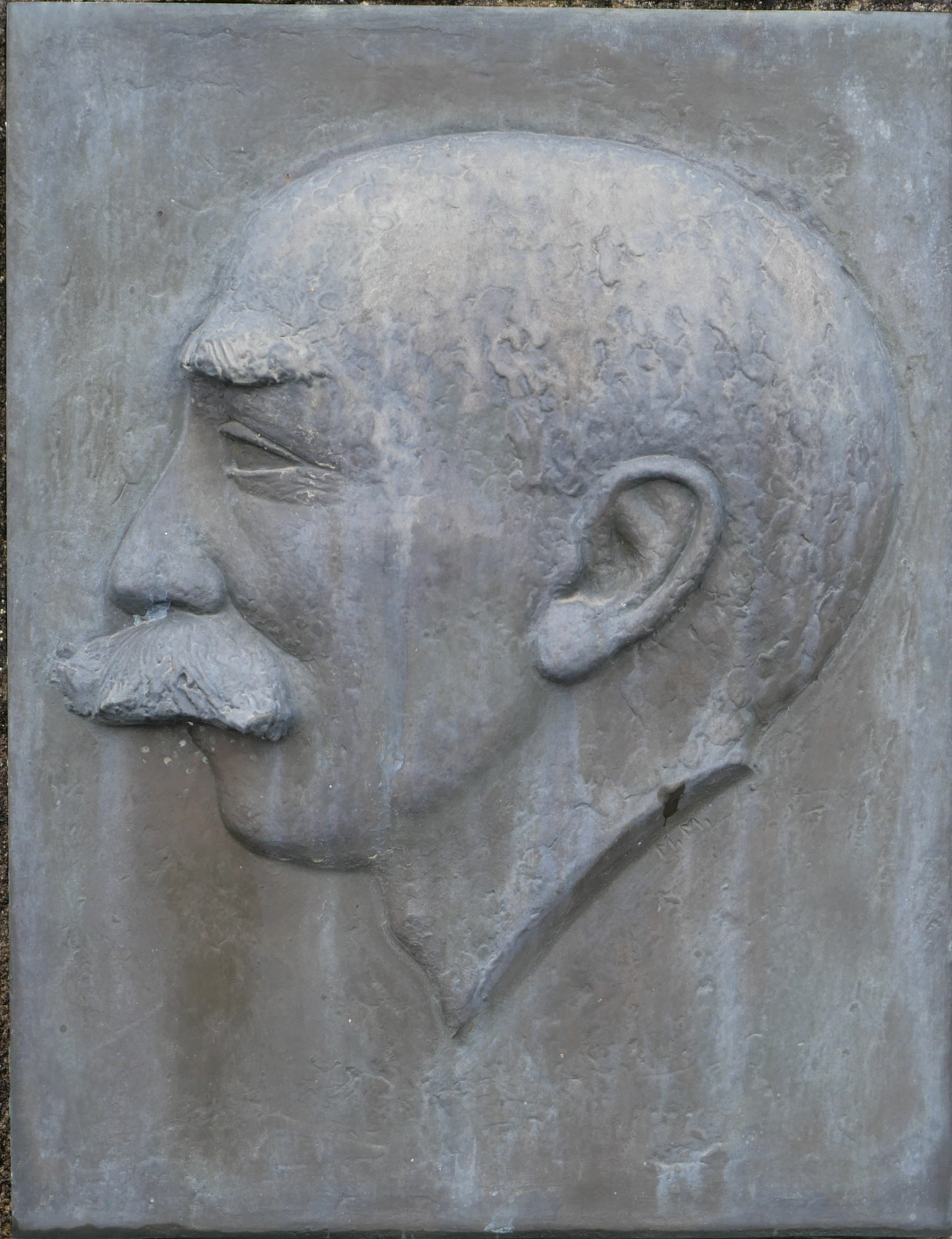
Medaillon auf Grabstein von Fernand Feyler

Fernand Feyler (* 16. Mai 1863 in Lausanne; † 9. Juli 1931 in Ecublens) war ein Schweizer Jurist, Redaktor, Oberst und Hochschulprofessor.

## Leben
Fernand Feyler war der Sohn von Adolphe Feyler, Apotheker in Lausanne, und der Marianne-Augustine, geb. Lecomte. Im Jahr 1887 erlangte er von der Universität Lausanne das Lizenziat in Rechtswissenschaft und 1890 vom Kanton Waadt das Anwaltspatent. Er war der Bruder der Ärztin Marie Feyler.
Von 1891 bis 1901 leitete er die Redaktion des Nouvelliste vaudois und zudem seit 1896 jene der Revue Militaire Suisse. Nach dem Ersten Weltkrieg setzte sich Feyler publizistisch für den Beitritt der Schweiz zum Völkerbund ein. Im Jahr 1923 wurde er Redaktor der Gazette de Lausanne.
Fernand Feyler war Oberst der Schweizer Armee, Dozent an der Universität Lausanne sowie Professor für Militärwissenschaften an der ETH Zürich. 1906 wurde er in die eidgenössische Kommission zur Revision des Exerzierreglements der Infanterie gewählt. Er verfasste mehrere militärgeschichtliche und strategische Schriften.

## Werke
- La Suisse sous les armes. Organisation militaire illustrée. 1914.
- Die Schweiz in Waffen. Heeres-Organisation in Bildern. 1914.
- La guerre européenne. Avant-propos stratégiques. La manœuvre morale. In: Revue Militaire Suisse (Sonderheft). 1915.
- La crise politique suisse pendant la guerre. 1916 (eingeschränkte Vorschau in der Google-Buchsuche).
- La Ligue des nations et la neutralité de la Suisse. 1919.
- La campagne de Macédoine (1917–1918). 1920–1921 (eingeschränkte Vorschau in der Google-Buchsuche).
- La Suisse stratégique et la guerre européenne. 1924.